# Asad al-Šibani
Asad Hasan al-Šibani (arabsko أسعد حسن الشيباني, latinizirano: Asʿad Ḥasan al-Shaybānī), sirski politik; * 1987, Abu Ra'asin, Sirija.
Je sirski politik. Po padcu režima Bašarja al Asada od 21. decembra 2024 deluje kot minister za zunanje zadeve in izseljenstvo v sirski prehodni vladi pod vodstvom premierja Mohameda al Baširja.

## Mladost in izobraževanje
Al-Šibani prihaja iz arabske družine, ki je pripadala plemenu Banu Šiban z vzhodnega podeželja province al-Hasakah.
Z družino se je preselil v Damask in leta 2009 na Univerzi v Damasku diplomiral iz angleškega jezika in književnosti na Fakulteti za umetnost in humanistiko.
Leta 2022 je magistriral iz politologije in mednarodnih odnosov na carigrajski univerzi Sabahattin Zaim in leta 2024 doktoriral na istem področju. Zaključuje tudi zadnjo stopnjo MBA programa ameriške univerze.

## Med državljansko vojno
Al-Šibani je deloval pod različnimi vzdevki, npr. "Naseem", "Abu Aiša", "Abu Ammar al-Šami", "Hussam al-Šafi'i" in predvsem "Zaid al-Attar". Pred vlogo zunanjega ministra je sodeloval pri ustanovitvi sirske odrešitvene vlade in ustanovil njeno upravo za politične zadeve ter bil njen vodja, pri čemer je sodeloval s predstavniki Organizacije združenih narodov, večjih mednarodnih organizacij in diplomatskih uradnikov.